# Ulee Pulo (Woyla Barat)
Ulee Pulo is een bestuurslaag in het regentschap Aceh Barat van de provincie Atjeh, Indonesië. Ulee Pulo telt 222 inwoners (volkstelling 2010).